# Дубровщик, Владимир Владимирович
Владимир Владимирович Дубровщик (род. 7 января 1972 года, Гродно) — советский и белорусский легкоатлет, специализирующийся в метании диска. Серебряный призёр Олимпийских игр 1996 года. Чемпион Европы 1994 года. Многократный рекордсмен Белоруссии. Заслуженный мастер спорта Республики Беларусь (1995).

## Биография
Начал заниматься лёгкой атлетикой в Гродненской СДЮШОР № 2". Тренировался под руководством Мечислава Овсяника. Выступал за БФСО «Динамо».
После окончания спортивной карьеры занялся бизнесом. Первое высшее образование получил в Белорусском государственном университете физической культуры. Затем в Германии получил сразу две специальности: управляющий и технолог мясоперерабатывающего предприятия. Открыл фирму «Олимпийский чемпион», занимавшуюся выпуском мясных изделий. В настоящее время работает в Швейцарии в компании, продвигающей солнечную и ветряную энергетику.

## Основные результаты
| Год      | Соревнования                   | Место проведения     | Место | Результат |      |
| СССР     | СССР                           | СССР                 | СССР  | СССР      | СССР |
| -------- | ------------------------------ | -------------------- | ----- | --------- | ---- |
| 1991     | Чемпионат Европы среди юниоров | Салоники, Греция     | 1     | 60,58 м   |      |
| Беларусь |                                |                      |       |           |      |
| 1994     | Чемпионат Европы               | Хельсинки, Финляндия | 1     | 64,78 м   |      |
| 1995     | Чемпионат мира                 | Гётеборг, Швеция     | 2     | 65,98 м   |      |
| 1996     | Олимпийские игры               | Атланта, США         | 2     | 66,60 м   |      |
| 1997     | Чемпионат мира                 | Афины, Греция        | 4     | 66,12 м   |      |
| 1997     | Универсиада                    | Сицилия, Италия      | 1     | 66,40 м   |      |
| 1998     | Чемпионат Европы               | Будапешт, Венгрия    | 6     | 63,96 м   |      |
| 1999     | Чемпионат мира                 | Севилья, Испания     | 7     | 64,00 м   |      |
| 2000     | Олимпийские игры               | Сидней, Австралия    | 7     | 65,13 м   |      |
| 2001     | Чемпионат мира                 | Эдмонтон, Канада     | 13    | 61,73 м   |      |